# Kenneth Burke
Kenneth Duva Burke (5 de mayo de 1897-19 de noviembre de 1993) fue un teórico de la literatura, así como poeta, ensayista y novelista, que tuvo un gran impacto en la filosofía, la estética, la crítica y la retórica. Como teórico de la literatura, Burke fue conocido por sus análisis basados en la naturaleza del conocimiento. Además, fue uno de los primeros en ir más allá de los plantemientos tradicionales de la retórica y ver la literatura como una «acción simbólica».

## Trayectoria
Nació el 5 de mayo en Pittsburgh, Pensilvania, y se graduó en la Peabody High School, donde su amigo Malcolm Cowley también era estudiante. Después asistió a la Universidad Estatal de Ohio para seguir cursos en francés, alemán, griego y latín. Más tarde se trasladó a Nueva York, donde se matriculó en la Universidad de Columbia. Durante su tiempo allí, fue miembro de la Sociedad de la cabeza del jabalí. Sin embargo, debido al ambiente de aprendizaje restrictivo, Burke también abandonó Columbia, y nunca recibió un diploma universitario. En el Greenwich Village se mantuvo en compañía de escritores de vanguardia como Hart Crane, Malcolm Cowley, Gorham Munson y más tarde Allen Tate. Criado por una madre seguidora de la Ciencia Cristiana, Burke más tarde se convirtió en un agnóstico confeso.
En 1919, se casó con Lily Mary Batterham, con quien tuvo tres hijas: la fallecida feminista, antropóloga marxista Eleanor Leacock (1922-1987); la música (Jeanne) Elspeth Chapin Hart (1920); y la escritora y poeta France Burke (b. ~ 1925). Más tarde se casaría con su hermana Elizabeth Batterham en 1933 y tendría dos hijos, Michael y Anthony. Burke fue editor de la revista literaria modernista The Dial en 1923 y crítico musical de 1927 a 1929. Kenneth mismo era un ávido intérprete de piano. Recibió el Premio Dial en 1928 por su distinguido servicio a la literatura estadounidense. Fue el crítico musical de The Nation de 1934 a 1936, y fue galardonado con una beca Guggenheim en 1935.
Su trabajo sobre la crítica fue una fuerza motriz para colocarlo de nuevo en el centro de atención de la universidad. Como resultado, pudo enseñar y dar conferencias en varios colegios, incluido el Bennington College, mientras continuaba con su trabajo literario. Muchos de los documentos personales y la correspondencia de Kenneth Burke se encuentran en la Biblioteca de colecciones especiales de la Universidad Estatal de Pensilvania. Sin embargo, a pesar de su paso por las universidades, Burke era un erudito autodidacta.
En su vida posterior, su granja de Nueva Jersey fue un retiro de verano popular para su extensa familia, según lo informado por su nieto Harry Chapin, un artista contemporáneo de canciones populares. Murió de insuficiencia cardíaca en su casa en Andover, Nueva Jersey.

## Persuasiones e influencias
Burke, como muchos teóricos y críticos del siglo XX, estuvo fuertemente influenciado por las ideas de Karl Marx, Sigmund Freud y Friedrich Nietzsche. Fue un intérprete de toda la vida de Shakespeare y también fue influenciado significativamente por Thorstein Veblen. Se resistió a ser encasillado como seguidor de cualquier escuela filosófica o política de pensamiento, y tuvo una ruptura notable y muy pública con los marxistas que dominaron la crítica literaria establecida en la década de 1930.
Burke mantuvo correspondencia con varios críticos literarios, pensadores y escritores a lo largo de los años, incluyendo a William Carlos Williams, Malcolm Cowley, Robert Penn Warren, Allen Tate, Ralph Ellison, Albert Murray, Katherine Anne Porter, Jean Toomer, Hart Crane, y Marianne Moore. Los pensadores que han reconocido la influencia de Burke incluyen a Harold Bloom, Stanley Cavell, J. Hillis Miller, Susan Sontag (su alumna en la Universidad de Chicago), Erving Goffman, Geoffrey Hartman,  Edward Said, René Girard, Fredric Jameson, Michael Calvin McGee, Dell Hymes y Clifford Geertz. Burke fue uno de los primeros estadounidenses prominentes críticos en apreciar y expresar la importancia de Thomas Mann y André Gide; Burke produjo la primera traducción al inglés de Muerte en Venecia, que apareció por primera vez en El Dial en 1924. Ahora se considera mucho más fiel y explícita que la de H. T. Lowe-Porter de la década de 1930.
El crítico literario estadounidense Harold Bloom destacó Counterstatement y A Rhetoric of Motives para su inclusión en su "Western Canon".
Más allá de sus influencias contemporáneas, Burke tomó en cuenta las enseñanzas de Aristóteles mientras desarrollaba sus teorías sobre la retórica. Una fuente importante de sus ideas es la Retórica de Aristóteles. A partir de este trabajo, Burke orientó su escritura sobre el lenguaje específicamente a su contexto social. Del mismo modo, estudió el lenguaje como algo que implica más que el discurso lógico y la estructura gramatical porque reconoció que el contexto social del lenguaje no puede reducirse a los principios de la razón pura.
Burke traza una línea entre una visión platónica y una más contemporánea de la retórica, descrita como "vieja retórica" y "nueva retórica", respectivamente. La primera se define mediante la persuasión por cualquier medio, mientras que la segunda se refiere a la "identificación". En el uso de Burke de la identificación de palabras, describe el proceso mediante el cual el hablante se asocia con ciertos grupos, como un público objetivo. Su idea de "identificación" es similar al ethos de la retórica clásica, pero también explica el uso de logos y pathos en un esfuerzo por crear una impresión duradera en los auditores. Esta teoría difiere del ethos más significativamente en la concepción de Burke de la comunicación artística que cree que está definida por la elocuencia, que es "simplemente el final del arte y por lo tanto su esencia". 
El uso de la retórica transmite la competencia estética y social y por eso un texto raramente se reduce a implicaciones puramente científicas o políticas, según Burke. La retórica forma nuestra identidad social mediante una serie de eventos generalmente basados en la lingüística, pero más generalmente mediante el uso de cualquier figura simbólica. Utiliza la metáfora de un drama para articular este punto, donde los personajes interdependientes hablan y se comunican entre sí, mientras que permiten que los demás hagan lo mismo. Además, Burke describe la identificación como una función del atractivo persuasivo.
Burke definió la retórica como el "uso de palabras por parte de agentes humanos para formar actitudes o inducir acciones en otros agentes humanos". Su definición se basa en las ideas preexistentes de cómo las personas entienden el significado de la retórica. Burke describe la retórica como el uso de palabras para mover personas o alentar la acción. Además, describió la retórica como casi sinónimo de persuasión (A Rhetoric of Motives, 1950). Burke argumentó que la retórica funciona para provocar cambios en las personas. Este cambio puede ser evidente a través de la actitud, los motivos o las intenciones, como dijo Burke, pero también puede ser físico. Pedir ayuda es un acto de retórica. La retórica es una acción simbólica que llama a las personas a la acción física. En última instancia, la retórica y la persuasión se convierten en palabras intercambiables según Burke. Otros estudiosos tienen definiciones similares de retórica. Aristóteles argumentó que la retórica era una herramienta para persuadir a las personas (pero también para obtener información). Afirmó que la retórica tenía el poder de persuadir a las personas si el hablante sabía cómo hacerlo. Una forma en que Aristóteles formó sus argumentos fue a través del silogismo. Otro ejemplo de cómo la retórica se usó para persuadir fue el discurso deliberado. Aquí, los políticos y abogados utilizaron el discurso para aprobar o rechazar políticas. Sally Gearhart afirma que la retórica usa la persuasión para inducir el cambio. Aunque argumenta que la persuasión es violenta y dañina, ella la usa como una herramienta para provocar el cambio.

## Filosofía
El poder político y social de los símbolos fue central en la erudición de Burke a lo largo de su carrera. Sintió que a través de la comprensión de «qué implica cuando decimos qué hacen las personas y por qué lo están haciendo», podríamos obtener una idea de las bases cognitivas de nuestra percepción del mundo. Para Burke, la forma en que decidimos narrar da importancia a unas cualidades específicas sobre otras. Él creía que esto podría decirnos mucho sobre cómo vemos el mundo.

### Dramatismo
Burke llamó "dramatismo" al análisis retórico social y político y creía que ese enfoque del análisis del lenguaje y el uso del lenguaje podría ayudarnos a entender la base del conflicto, las virtudes y peligros de la cooperación y las oportunidades de identificación y consustancialidad.
Burke definió la función retórica del lenguaje como "un medio simbólico de inducir cooperación en seres que por naturaleza responden a símbolos". Su definición de humanidad afirma que "el hombre" es "el símbolo que fabrica y usa mal los animales, inventor de lo negativo, separado de su condición natural por instrumentos que él mismo creó, incitado por el espíritu de la jerarquía y podrido con perfección." Para Burke, algunos de los problemas más importantes en el comportamiento humano resultaron de símbolos que utilizan a seres humanos en lugar de símbolos humanos.
Burke propuso que cuando atribuimos motivos a otros, tendemos a depender de proporciones entre cinco elementos: acto, escena, agente, agencia y propósito. Esto se conoce como la pentada dramática. La pentada se basa en su método dramatísmico, que considera la comunicación humana como una forma de acción. El dramatismo "invita a considerar la cuestión de los motivos en una perspectiva que, desarrollada a partir del análisis del drama, trata el lenguaje y el pensamiento principalmente como modos de acción" (Grammar of Motives XXII). Burke persiguió la crítica literaria no como una empresa formalista sino como una empresa con un impacto sociológico significativo; veía la literatura como "equipo para la vida", ofreciendo sabiduría popular y sentido común a las personas y, por lo tanto, guiando la forma en que vivían sus vidas.

### Ciclo de renacimiento
Mediante el uso del dramatismo, uno puede utilizar el Ciclo de Renacimiento de Burke. Este ciclo abarca tres fases distintas, que incluyen: Culpabilidad / Contaminación, Purificación y Redención. Burke presentó las fases y su funcionalidad mediante el uso de un poema. El poema que sigue: 
"Estos son los pasos en la Ley de Hierro de la Historia que suelda Orden y Sacrificio. El Orden conduce a la Culpa (¡Para quién no puede guardar los mandamientos!). La culpa necesita Redención (¡para quién no sería limpiado!). La redención necesita Redentor (que es ¡digamos, una Víctima!) Orden a través de la culpa a la víctima (por lo tanto: Culto de la muerte) ... "(p.4-5)
El poema de Burke proporciona una base para las interacciones de las tres fases. La introducción del orden en la vida de los humanos permite la creación de la culpa. Para aliviar los resultados producidos por la creación de la Culpa, se necesita la redención. A través de la abstracción de la redención, Burke conduce a la finalización del ciclo.
La creación de culpa ocurre cuando se rechaza una jerarquía. Los desafíos a las relaciones, los cambios de poder y la adecuación de las conductas para cambiar son factores que contribuyen a la formación de la culpa. Es apropiado establecer paralelismos entre la creación de la culpa y el concepto de pecado original. El pecado original constituye "... una ofensa que no puede evitarse o una condición en la que todas las personas comparten". La culpa representa la acción inicial que despoja a una situación de su pureza percibida. El establecimiento de la culpa lleva necesariamente a la necesidad de someterse a la purificación para limpiar al individuo afectado por su reconocimiento. La purificación se logra así a través de dos formas de "purificación ritual". Mortificación y victimización representan las avenidas disponibles de purificación.
La estratificación dentro de la sociedad creada por las jerarquías permite la marginación dentro de las sociedades. La marginación es, por lo tanto, un factor principal en la creación de la culpa y conduce a la necesidad de la mortificación. Burke declaró: "De manera enfática, la mortificación es el ejercicio de uno mismo en la 'virtud'; es una forma sistemática de decir no al Trastorno, o decir obedientemente sí al Orden ". La mortificación permite el autosacrificio de un individuo que, en consecuencia, les permite liberarse de las impurezas. La purificación solo se alcanzará si es igual al grado de culpa de un individuo. Si no se puede llegar a la mortificación, los individuos finalmente se verán obligados a proyectar, "su conflicto sobre un chivo expiatorio, al 'pasar el peso', buscando un recipiente de sacrificio sobre el cual pueda ventilar, como desde fuera, una confusión que realmente está dentro". Las naves de sacrificio permiten el exterminio de la culpa de un individuo mientras les permite permanecer virtuosos. La víctima es la segunda forma de purificación ritual. Burke destaca la necesidad de la sociedad de rectificar la división dentro de sus filas. Afirmó que "a la gente le disgusta tanto la idea de la división, que su aversión puede volverse fácilmente contra el hombre o el grupo que la pondrían a nombrar, y menos proponiendo actuar en consecuencia". La victimización permite la creación de un chivo expiatorio que sirve como un depósito de impurezas para proteger contra entidades que son ajenas a una sociedad en particular. El chivo expiatorio toma los pecados de los impuros, lo que permite la redención para el grupo culpable. Desafortunadamente, a través del curso de estas acciones, el chivo expiatorio carga con los pecados del grupo culpable.
La redención se alcanza a través de una de dos opciones. La redención trágica gira en torno a la idea de que la culpa se combina con los principios de la perfección y la sustitución para que la víctima pueda ser utilizada. Esto se puede ver como el "culpable es removido de la comunidad retórica a través del chivo expiatorio o la mortificación". La iluminación cómica es la segunda forma de redención. Esta opción permite que los pecados de los culpables sean adoptados por la sociedad como un todo, en última instancia, haciendo que la sociedad sea culpable por asociación.

## Principales obras
En "Definition of Man", el primer ensayo de su colección Language as Symbolic Action (1966), Burke definió a la humanidad como un "símbolo que usa animales" (p.3). Esta definición de hombre, argumentó, significa que la "realidad" en realidad "ha sido construida para nosotros a través de nada más que nuestro sistema de símbolos" (p.5). Sin nuestras enciclopedias, atlas y otras guías de referencia variadas, sabríamos muy poco sobre el mundo que está más allá de nuestra experiencia sensorial inmediata. Lo que llamamos "realidad", dijo Burke, es en realidad un "montón de símbolos sobre el pasado combinados con todo lo que sabemos principalmente a través de mapas, revistas, periódicos y cosas similares sobre el presente ... una construcción de nuestros sistemas de símbolos" (p.5) Los estudiantes universitarios que van de una clase a otra, de la literatura inglesa a la sociología, a la biología y al cálculo, encuentran una nueva realidad cada vez que ingresan a un aula; los cursos enumerados en el catálogo de una universidad "están vigentes, pero hay muchas terminologías diferentes" (p.5). Es razonable entonces que las personas que se consideran cristianas, y que internalizan el sistema de símbolos de esa religión, habitan una realidad que es diferente a la de los budistas, judíos o musulmanes practicantes. Lo mismo sería válido para las personas que creen en los principios del capitalismo de mercado libre o el socialismo, el psicoanálisis freudiano o la psicología profunda de Jung, así como el misticismo o el materialismo. Cada sistema de creencias tiene su propio vocabulario para describir cómo funciona el mundo y qué significan las cosas, presentando así a sus seguidores una realidad específica.
Sus libros de poesía son: Book of Moments (1955), Collected Poems 1915–1967 (1968), The Late Poems: 1968-1993 Attitudinizings Verse-wise, While Fending for One's Selph, and in a Style Somewhat Artificially Colloquial (2005), y Here & Elsewhere: The Collected Fiction of Kenneth Burke (2005).
Sus otras obras principales son
- Counter-Statement (1931)
- "Towards a Better Life" (1932), Googlebooks preview, pp. 25–233 not shown.
- Permanence and Change (1935)
- Attitudes Toward History (1937)
- The Rhetoric of Hitler's "Battle" (1939)
- Philosophy of Literary Form (1941)
- A Grammar of Motives (1945)
- A Rhetoric of Motives (1950)
- Linguistic Approaches to Problems of Education (1955)
- The Rhetoric of Religion (1961)
- Language As Symbolic Action (1966)
- Dramatism and Development (1972): a description of the contents of the two part lecture devoted to biological, psychological and sociocultural phenomena
- Here and Elsewhere (2005)
- Essays Toward a Symbolic of Motives (2006)
- Kenneth Burke on Shakespeare (2007)
- Full list of his works from The Journal of the Kenneth Burke Society

También escribió la canción "Una Luz en un Oscuro Valle," grabada posteriormente por su nieto Harry Chapin.
Su correspondencia seleccionada se recoge en:
- Jay, Paul, editor, The Selected Correspondence of Kenneth Burke and Malcolm Cowley, 1915-1981, New York: Viking, 1988, ISBN 0-670-81336-20-670-81336-2
- East, James H., editor, The Humane Particulars: The Collected Letters of William Carlos Williams and Kenneth Burke, Columbia, USC, 2004